# Nyalka
Nyalka egy község Győr-Moson-Sopron vármegyében, a Pannonhalmi járásban.

## Fekvése
A Pannonhalmától kelet-délkeletre elterülő síkságon fekszik, Győrtől 23 kilométerre délre. A Sokorói-dombságban, útkereszteződésben települt, fésűs beépítésű falu.

### Megközelítése
Északi és déli irányból a Győr-Tápszentmiklós-Bakonybánk közti 8222-es úton érhető el, keleti és nyugati irányból pedig a Mezőörs-Pannonhalma közti (a 81-es és 82-es főutakat is összekötő) 8224-es úton. Autóbusz-forgalma sűrűnek mondható. A legközelebbi vasútállomás a Győr–Veszprém-vasútvonal Pannonhalma vasútállomása, mintegy 7 kilométerre nyugatra.

## Története
Szent István 1001. évi keltezésű oklevelében említi Chimudi névalakban, mint Szent Benedek-rendnek adott birtokot. 1250-ben Szent László szabadalomlevelében Hymud alias Nelka alakban említi, ettől kezdve a pannonhalmi apátság birtoka. Albeusnak többször említett jegyzékében vagy Hymudnak vagy pedig Nelkának van megemlítve. A település akkoriban 193 házból illetőleg telekből állott. Ebből: 20 házban lovas jobbágyok, az udvarnokok 56 ház-ban éltek, a szakácsok 16 házat, a szűcsök és az esztergályosok 6 házat laktak, a mosók három házat, a tárnokok hét házat a sütők 9 házat népesítettek be. A méhsör készítők 10 háza, 23 itt tartózkodó kovácsa, és a kerékgyártók szállásai egészítették ki a települést. Később a falu egyik részének urai a gróf Esterházyak lettek, másik része a gróf Cseszneky család és köznemesek birtoka volt. Később a török területek közé tartozott. 1627-ben a lakosok a törökök zaklatásai elől szétfutottak, néptelenül hagyva falut, s csak többszöri benépesítési kísérlet után 1680 után kezdtek visszatelepülni. A szőlőművelők mellett a pannonhalmi apátságot kiszolgáló iparosok lakták a helységet. A község a török uralom után véglegesen visszakerül a bencés rend tulajdonába. A községet 1873-ban kolerajárvány tizedeli meg. Az 1930-as években a község a pázmándfalui körjegyzőséghez tartozott.

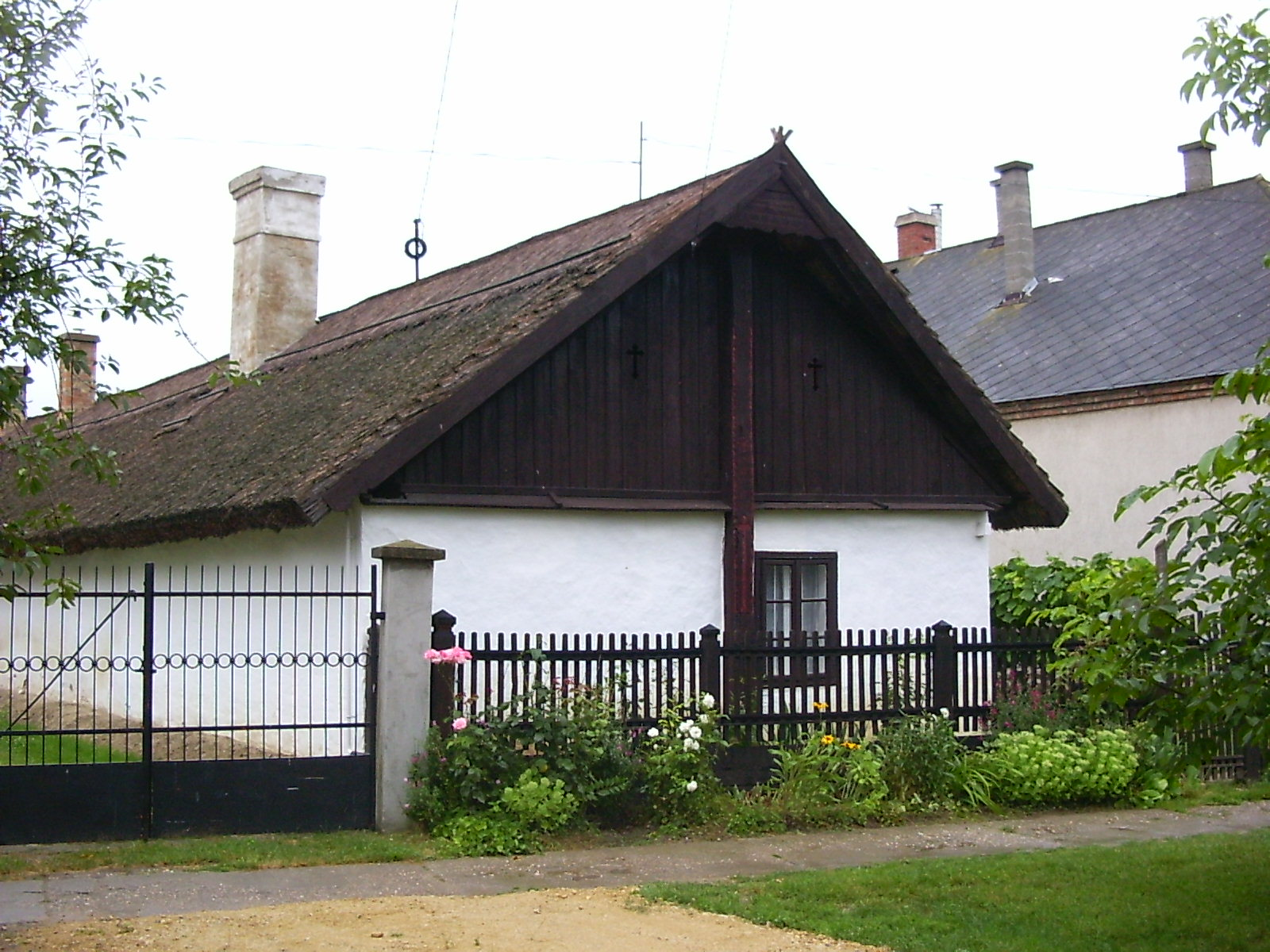
Felújított parasztházak

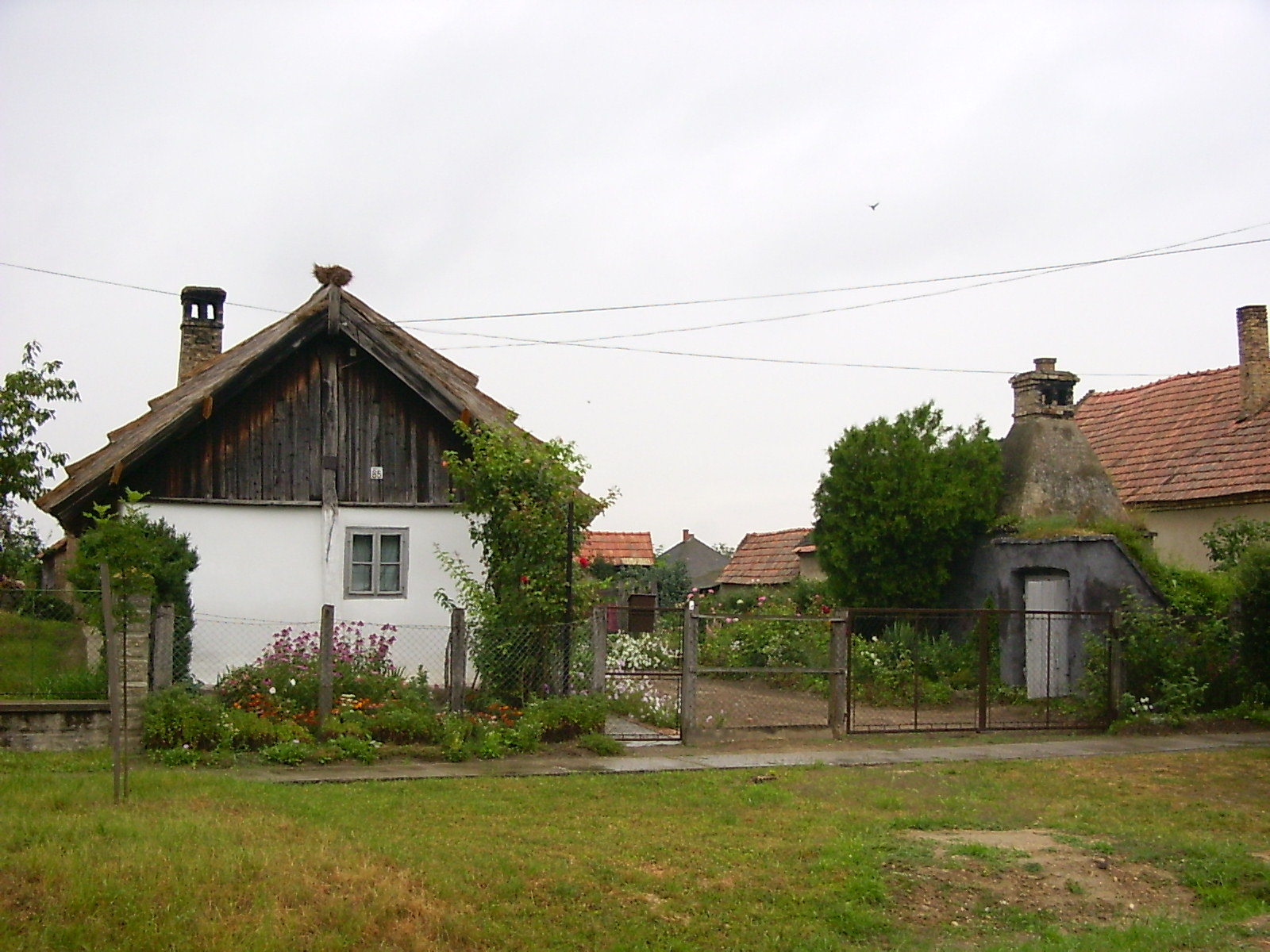
Felújított parasztházak

Népessége, amely 1949-ben még 824 fő volt. Napjainkra a felére csökkent. A település Győrhöz, részben Pannonhalmához vonzódik. Aktív keresőinek kétharmada eljáró. Szükséges a település népesség megtartó képességének növelése. Aktív keresőinek kétharmada eljáró, melynek nagy része Győrben talál munkát. Az alapvetően mezőgazdasági gazdálkodású falu igen hátrányos helyzetű a demográfiai mutatói alapján. A legfontosabb gazdasági egysége a „Virágzó” Termelőszövetkezet, amely 1959-ben alakult, 1969-ben egyesült a pannonhalmival, de 1991-től újra önálló lett.
A településnek önálló önkormányzata van. A hatósági munkát több év önállóság után ismételten a szomszédos faluval közös körjegyzőség látja el, melynek a központja Pázmándfalun van. A községben óvoda, általános iskola alsó tagozata és a vegyesbolt szolgálja a lakosságot. A Páskom Kulturális Egyesület 1995-ben alakult az akkor már öt éve működő tánccsoportból felkérés alapján. Emellett népi színjátszással is foglalkoztak, nemcsak a saját örömük, hanem a falu szórakoztatására is, hisz ennek a tevékenységnek nagy múltja van Nyalkán. 1992-ben alakult meg a gyermek tánccsoport, amely kezdetben 15 főt számlált. A megnövekedett létszám és a korkülönbség miatt 1993 óta két csoportra oszlottak. 1994-től az óvodában kezdődött el a néptánc oktatása. Az iskola keretein belül működik egy szövőszakkör is.

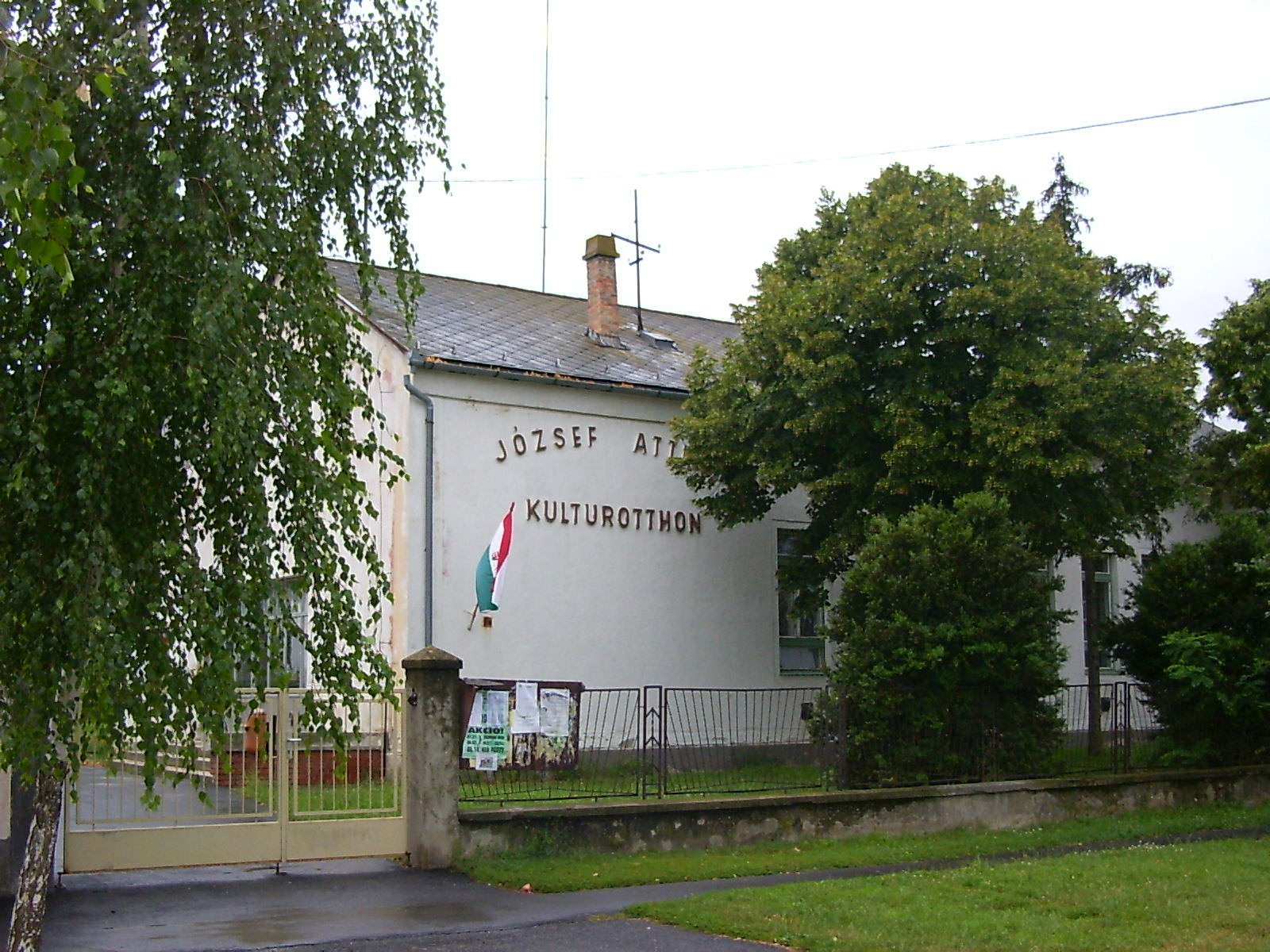
Kultúrház

Győrhöz közeli távolsága, illetve viszonylagos „elzártsága”, a csendet, a jó levegőt a hamisítatlan falusias életmódot tükröző kistelepülés.

## Közélete

### Polgármesterei
- 1990–1994: Müller Zoltán (független)[3]
- 1994–1998: Müller Zoltán (független)[4]
- 1998–2000: Müller Zoltán (független)[5]
- 2000–2002: Franczia Géza (független)[6][7]
- 2002–2006: Franczia Géza (független)[8]
- 2006–2010: Balogh Ervin (független)[9]
- 2010–2014: Balogh Ervin (független)[10]
- 2014–2019: Balogh Ervin (független)[11]
- 2019–2024: Balogh Ervin (független)[12]
- 2024– : Balogh Ervin (független)[1]

A településen 2000. július 23-án időközi polgármester-választást tartottak, az előző polgármester lemondása miatt.

## Népesség
A település népességének változása:
| Lakosok száma | 447  | 435  | 442  | 485  | 514  | 504  | 509  |
|               | 2013 | 2014 | 2015 | 2021 | 2022 | 2023 | 2024 |

A 2011-es népszámlálás során a lakosok 93,3%-a magyarnak, 0,4% németnek, 0,2% örménynek, 0,4% románnak, 0,2% szlováknak mondta magát (6,7% nem nyilatkozott; a kettős identitások miatt a végösszeg nagyobb lehet 100%-nál). A vallási megoszlás a következő volt: római katolikus 61,1%, református 6,1%, evangélikus 0,4%, görögkatolikus 0,4%, felekezeten kívüli 8,5% (23,1% nem nyilatkozott).
2022-ben a lakosság 91,2%-a vallotta magát magyarnak, 1,4% németnek, 0,4% ukránnak, 0,2% szlovénnek, 0,2% románnak, 1,8% egyéb, nem hazai nemzetiségűnek (8,4% nem nyilatkozott; a kettős identitások miatt a végösszeg nagyobb lehet 100%-nál). Vallásuk szerint 44,4% volt római katolikus, 2,7% református, 0,8% evangélikus, 0,8% görög katolikus, 0,2% ortodox, 0,6% egyéb keresztény, 0,4% egyéb katolikus, 7,4% felekezeten kívüli (42,2% nem válaszolt).

## Nevezetességei
- Római katolikus templom Főutcája kibővültében áll. Barokk épület, a XVIII. századi része az 1872-es újjáépítése-kor kereszthajós lett. Berendezése három darab empire stílusú, vörös márvány oltár, melynek szobordíszei Jézust és az evangélistákat ábrázolják. Szent Imre oltárának képei Franz Ottó Hyeronym alkotásai. A főoltárt még négy szobor díszíti, s a főoltárkép Szűz Mária születését ábrázolja. Az orgona és gyóntatószék klasszicizáló stílusú.
- Népi építészetű lakóházak A községben romos állapotú és szépen felújított épületek is vannak. Ezek megtalálhatók a Kossuth Lajos u. 62. és 69. valamint az Arany János u. 4. szám alatt a Pannonhalmára vezető úton.